# Santiago do Cacém
Santiago do Cacém község és település Portugáliában, Setúbal kerületben. A település területe 1059,69 négyzetkilométer. Santiago do Cacém lakossága 29749 fő volt a 2011-es adatok alapján. A településen a népsűrűség 28 fő/ négyzetkilométer. A település jelenlegi vezetője Vitor Manuel Caro Proença.
A község napja minden évben július 25-én van. A város mellett található a Castelo de Santiago do Cacém vár. 
A község a következő településeket foglalja magába, melyek:
- Abela
- Alvalade
- Cercal do Alentejo
- Ermidas-Sado
- Santiago do Cacém, Santa Cruz e São Bartolomeu da Serra
- Santo André
- São Domingos e Vale de Água
- São Francisco da Serra

## Galéria

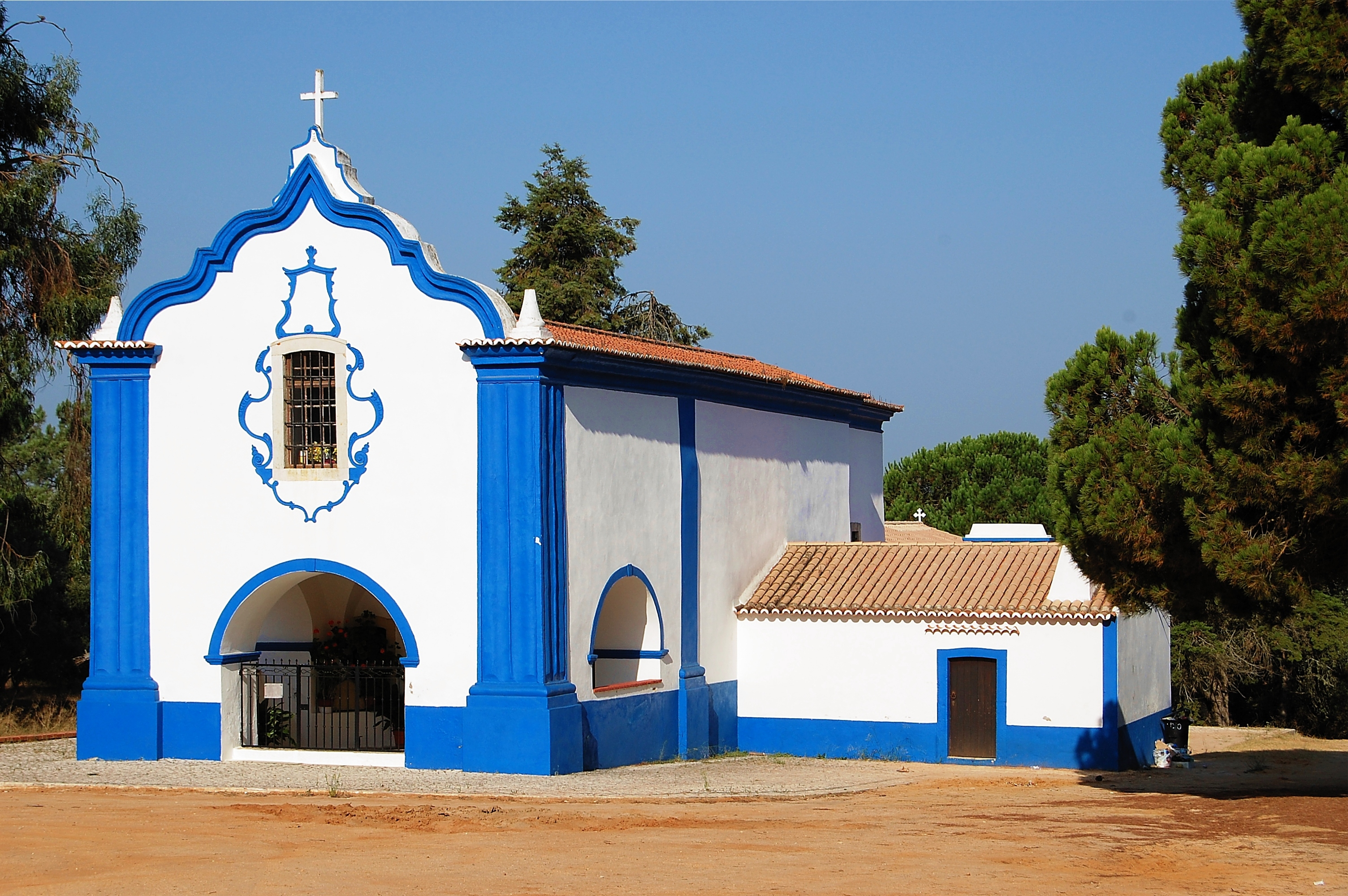
A helyi templom képe jól ábrázolja Dél-Portugália báját.
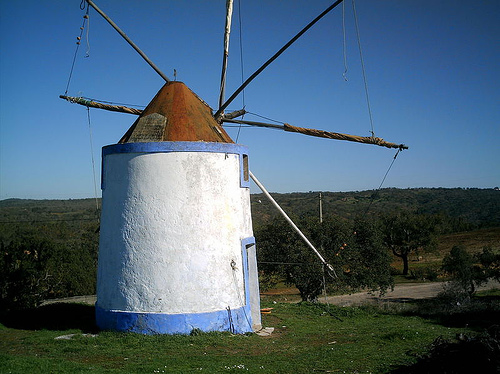
A helyi szélmalom.
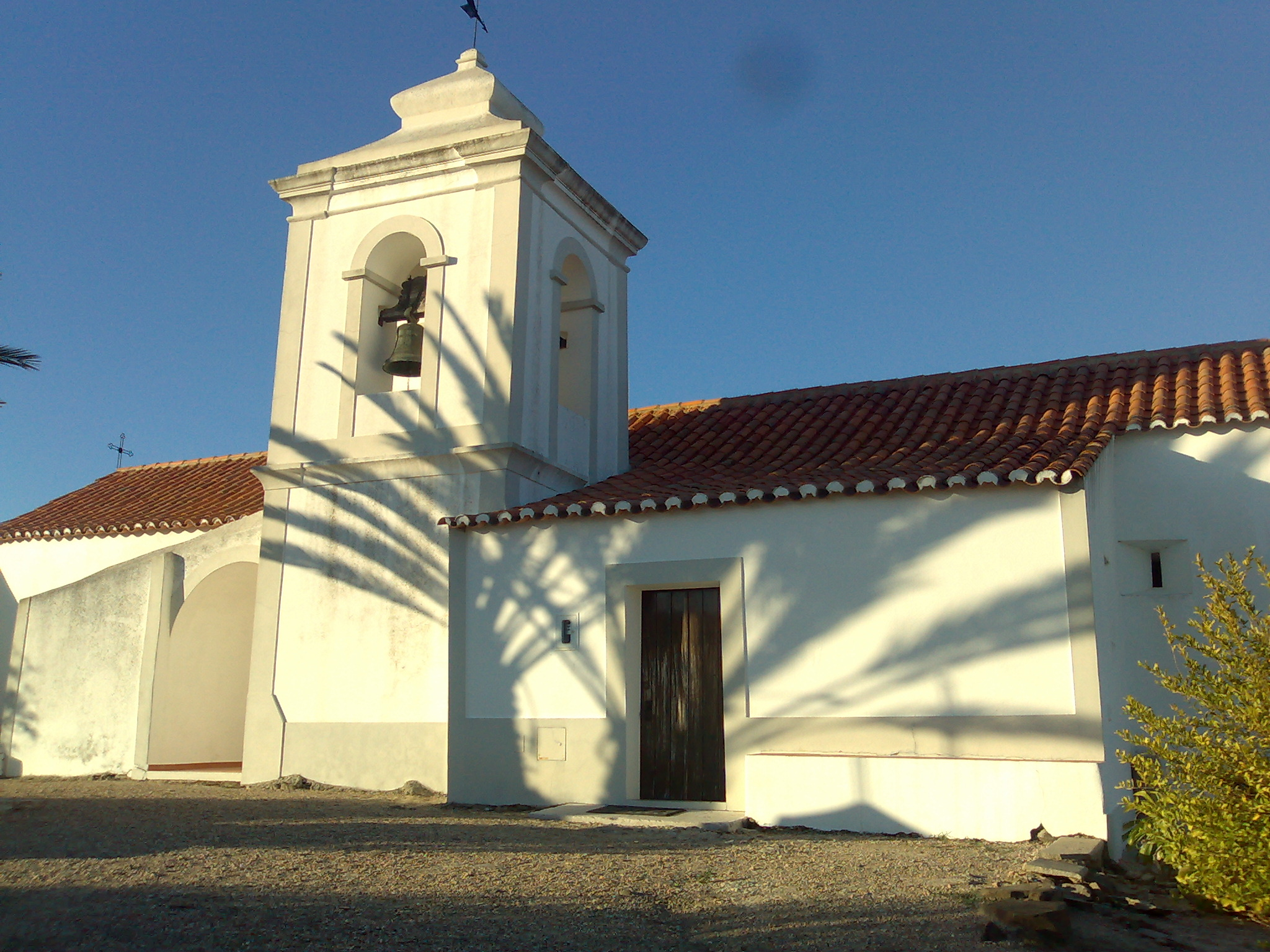
Helyi templom.
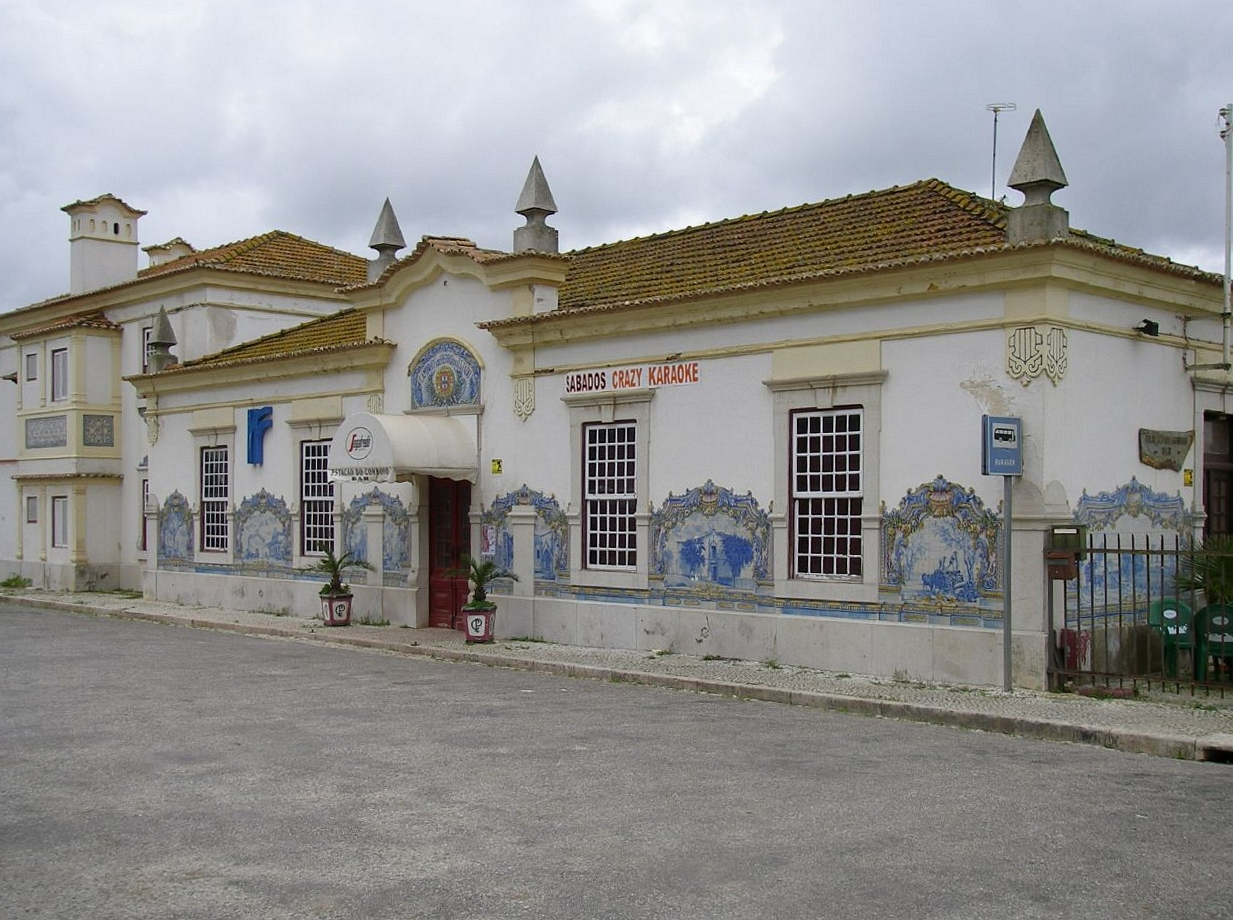
A vasútállomás.
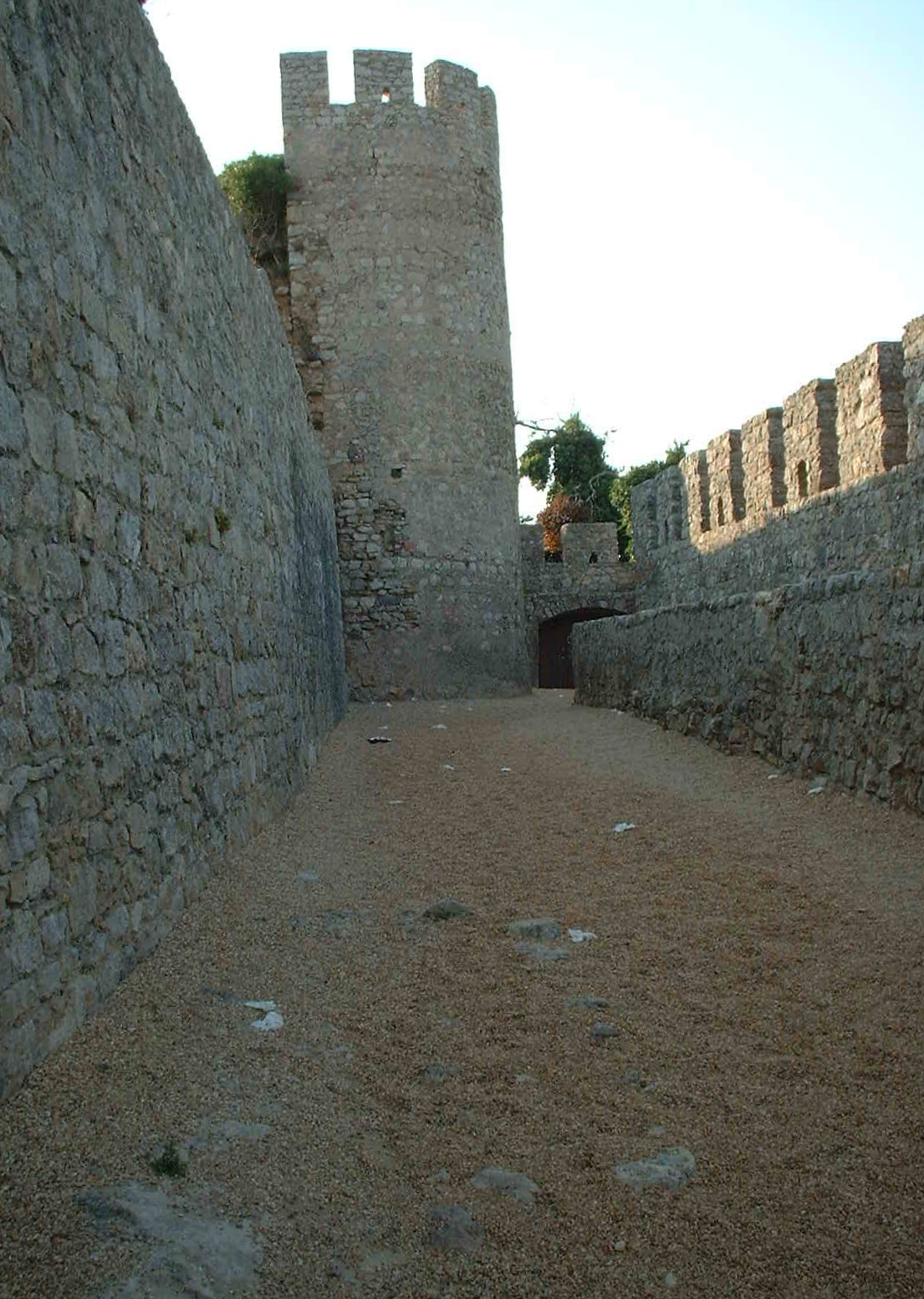
A vár.
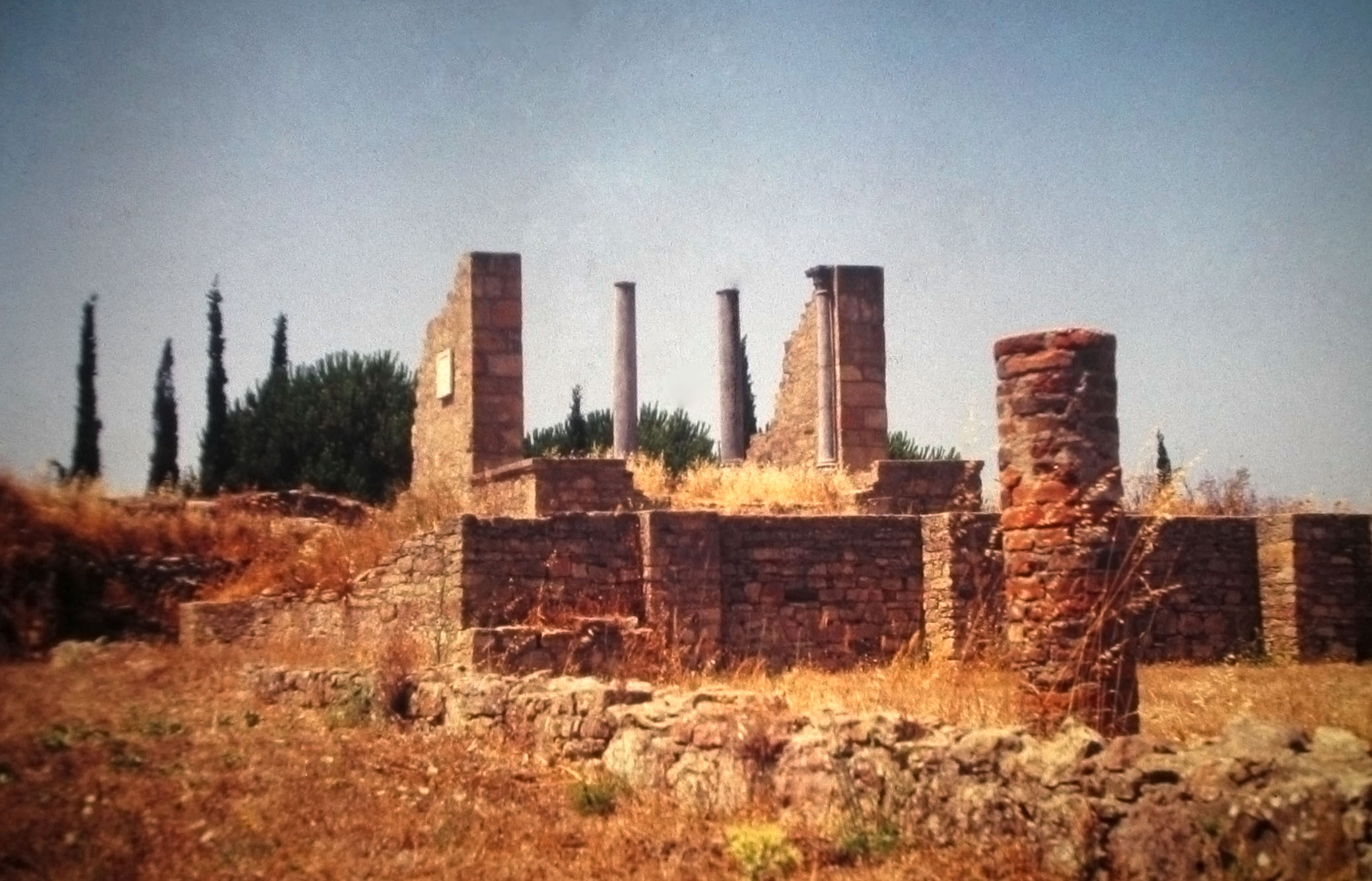
Mirobriga's ókori római romjai.
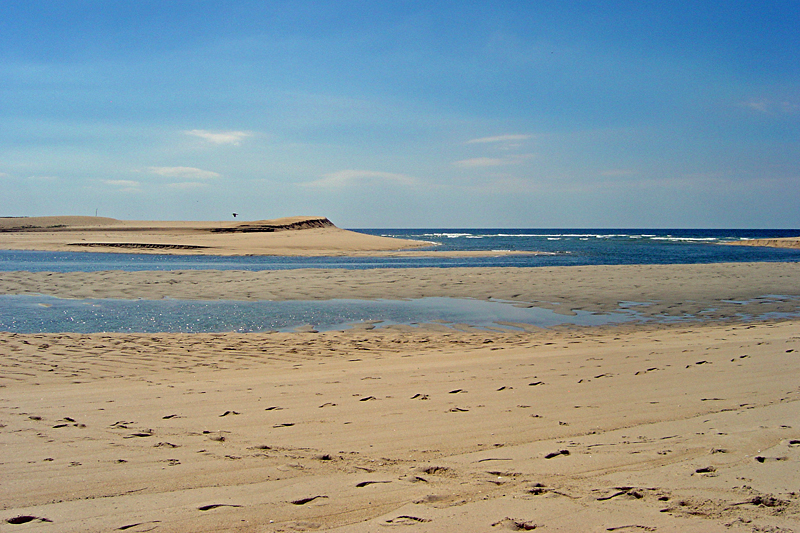
A Santo André lagúna.

## Fordítás
Ez a szócikk részben vagy egészben  a   Santiago do Cacém című angol Wikipédia-szócikk ezen változatának fordításán alapul.  Az eredeti cikk szerkesztőit annak laptörténete sorolja fel. Ez a jelzés csupán a megfogalmazás eredetét és a szerzői jogokat jelzi, nem szolgál a cikkben szereplő információk forrásmegjelöléseként.